# ميغيل زافاليتا
ميغيل زافاليتا (بالإسبانية: Miguel Zavaleta)‏ هو موسيقار، مغني وملحن أرجنتيني ولد في مدينة بوينس آيرس بتاريخ 16 فبراير 1955.
قاد مجموعة من الموجان جديدة في عالم الموسيقى خاصة في الفترة ما بين 1981 و2007.
ألف مجموعة من الأغاني والألبومات التي حققت شهرة ونجاحا كبيرا داخل الأرجنتين وخارجها بما في ذلك: "Amanece en la ruta"، "Él anda diciendo"، "Comiendo gefilte Fish"، "Desvanecidos" و "Extraño ser".
بعد تفكك الفرقة التي كان يعمل ميغيل لصالحها، يبدأ مسيرته منفردا مع ألبومه الأول بعنوان no sé, quizás,suerte، والذي صدر بشكل مستقل في عام 2011، وما زاد من نجاحه كونه تم إنتاجه من طرف بالو باندولفو وماريو برويرط خصوصا أن هذا القرص لم يُسجل في أي شركة للتسجيلات، مما سمح للفنان بأن يعرضها مباشرة على الإنترنت.
بالإضافة إلى مسيرته كمغني منفرد، فقد شارك في أكثر من خمسة وعشرين تسجيلا للفنانين آخرين، بما في ذلك: شارلي غارسيا، فيتو بيز، فابيانا كانتيلو، برسويت فركاراباط بالإضافة إلى مغنين آخرين.
كان له دور صغير نسبيا في إنتاج فيلم بشراكة بين كل من الولايات المتحدة والأرجنتين بعنوان المحارب والمشعوذة (بالإنجليزية: The Warrior And The Sorcerres)‏ وذلك في عام 1984، حيث جسد شخصية الحارس زاك.

## قائمة ألبوماته

### الألبومات
| الألبوم                               | سنة الإصدار |
| ------------------------------------- | ----------- |
| Suéter: La reserva moral de Occidente | 1982        |
| Lluvia de gallinas                    | 1984        |
| 20 caras bonitas                      | 1985        |
| Misión ciudadano 1                    | 1987        |
| Sueter 5                              | 1995        |

### الألبومات المنفردة
- No lo sé, suerte quizás (2011)

## وصلات خارجية
- ميغيل زافاليتا على موقع IMDb (الإنجليزية)
- ميغيل زافاليتا على موقع ميوزك برينز (الإنجليزية)
- ميغيل زافاليتا على موقع أول ميوزيك (الإنجليزية)
- ميغيل زافاليتا على موقع ديسكوغز (الإنجليزية)

- الموقع الرسمي